# Положај жена у Србији у Другом светском рату
Положај жена у Србији у Другом светском рату осликава положај овог пола током немачке окупације, у којој је упркос предратном напретку и побољшању друштвеног положаја у свету, у овом периоду остао друштвено и економски инфериорна у односу на мушкарца. Решавање женског питања ометао је и успон нацизма који се залагао за традиционалне женске улоге мајке и домаћице, али само за расно погодне жене, али не и за остале жене на окупираној територији. 
На ово је утицао и однос према женама током историје, које су се услед условљености својим полом, артикулисале као социјално полна бића у ниже вреднованим друштвеним структурама...тако да ....иако нису посебна група, према њима се поступало као да то јесу, што је условило и раздвајање категорија биолошког пола и друштвеног рода. Посебну улогу у развоју тих односа у поробљеној Србији имала су ратна збивања која су довела на само до дестабилизације друштвених односа већ и промена у схватањима рода, породице, нације. Немачке власти су у склопу своје нацистичке идеологије подстицале издвајање и јаче обликовање полних идентитета, пошто је то доводио до пораста неравнотеже моћи. 
Иако су жене у окупираној Србији, и српске жене у рату имала одређену улогу често је та њихова присутност била ...заклоњена доминантном улогом мушкарца — војника и ратника, док је женама додељивана улога биолошки предодређених мајки и супруга које остају да се брину о домаћинству, неме и невидљиве у позадини.

## Општа разматрања
По освајању Србије нацистички окупациони режими углавном су се ослањали на традиционалне, конзервативне, антикомунистички снаге, које су наглашавале патријархалне вредности и подстицале култ материнства и сексуалног конзервативизма. Са друге стране антифеминистички наступ сарадника окупатора био је у колизији са порастом улоге жене којој је окупација наметала нове изазове и дужности. Потреба запошљавања и појачаног ангажовања жена у погледу снабдевања и старања о породици захтевала је значајну активност жена које су услед одсуства мужева самостално доносиле одлуке и водиле породицу. Окупација је повећала независност жена које су искусиле економску и емотивну рањивост, али су морале да постану самопоузданије и преузму традиционалне мушке улоге. 
Колаборација која је највећим делом била полно структурисана, карактерисала се одсуством жена у колаборационистичком руководству и власти. Отстрањене из власти жене су свој утицај остваривале на посредан начин, често успостављањем блиских веза са окупатором. Мада су те везе са окупатором биле једним делом социјалне и професионалне, највише реакција изазвале су сексуалне и љубавне везе. Окупација је тако настанком бројних веза немачких војника са женама уздрмала породични живот и угрозиле национално јединство у Србији.
Као и на другим окупираним територијама Југославије, и на подручју Србије знатно је порасла проституција. Уведене су јавне куће за немачке војнике и извршена бројна силовања чији се број приближавањем рата крају повећава и толерише. Изузев професионалне проституције, постојао је и значајан број жена које су ступале у интимне везе са представницима немачких власти у очекивању привилегија, пре свега у снабдевању храном и другим дефицитарним производима.
Насупрот женама које су сарађивале са окупатором, велики број жена у Србији доживео је супротно искуство. И док су прве свој пол користиле за стицање погодности, друге су због њега проживљавале страдања. У случајевима масовних одмазди и разрачунавања зараћених страна у грађанском рату, жене су страдале као већински део цивилног становништва. Осим страдања у случајевима директног пружања отпора окупатору, жене су према расположивим статистичким подацима у највећој мери страдале као жртве директног терора на терену, а затим и у логорима. У Србији су жене постајале логорске притворенице на основу расних критеријума, као Јеврејке и Ромкиње, али и као таоци због учешћа најближих чланова породице покретима отпора и због личног учешћа и подршке илегалним покретима. У патријархалној средини, каква је била Србија, хапшење жена и њихово задржавање у затворима и логорима често је сматрано за породичну срамоту, али су и поред тога жене затваране као мајке, супруге и сестре припадника равногорског и народноослободилачког покрета. Додатно оптерећење за притворенице представљала је њихова идеолошка подвојеност и измешаност. 
Идеолошка и политичка нетрпељивост и искључивост снажно су утицали на животе жена и њихов друштвени положај под окупацијом у Србији, излажући их непрестаном наметању очекивања од стране зараћених страна које су инсистирале на њиховој подршци. Са једне стране постојала су очекивања колаборационистичке власти да свој положај ојачају стварањем упоришта код становништва спровођењем конзервативних идеја, чију су основу чинила идеолошка полазишта покрета „Збор“. А са друге стране постојала су очекивања, нешто мање равногорског покрета, а знатном више КПЈ да се жене што масовније укључе у ослободилачку борбу, или да је својим активностима подрже.

У ратним условима комунистичка идеологија, је трезвеније даловала према женама, и пратила је патријархалну идеју праведности и жртовања за бољу будућност, што је одговарало и традиционалним погледима на улогу жене у Србији, чија је делатност у одредима посматрана и као свесно жртвовање.
Учешће жена у партизанским одредима комунисти су представљали као женско ангажовање на мушким пословима и добровољна жртва за општу добробит, а воља и пожртвовање са којима су жене примале партијске и борбене задатке често је коришћена до граница њихових напора и могућности.
Наклоност жена и њихова подршка комунистичком покрету видно су оптерећивале, не само окупаторе већ и колаборационистичке власти и равногорски покрет, јер је присуство жена у партизанским одредима утицало, не само на масовност НОБ већ и на слабљење борбене готовости и деморалисање припадника супротстављених одреда. Тако је страх од слабљења морала у сопственим редовима резултовало одбраном породице и цркве, ко један од основних мотива равногорске пропаганде која је тврдила да партизански покрет уништава управо ове тековине. У том смислу колаборионисти и равногорци су учешће жена у НОБ, користили као покретачку снагу за осуду комунизма и народноослободилачког покрета као једну од омиљених тема за омаловажавање жене у партизанским редовима. То код ових снага, није само стварало увереност да су партизани неморални, већ им је давало им „легитимитет” сексуалном злостављању заробљених партизанки, што их је као жене чинило нарочито угроженим и подложним додатном малтретирању.
Значајан моменат у креирању стереотипа о промискуитету и суровости жена у војним одредима, имала је чињеница да су те стереотипе стварали углавном мушкарци који су током рата били у позадини и који су се већ осећали инфериорно у поређењу са мушкарцима ратницима (било на којој страни).

## Став немачких окупационих власти и сарадња жена са окупатором
Успон нацизма и његов долазак на власт означили су тријумф идеологије која је у односу према женама била руковођена расном политиком, која је тежила остваривању чисте нације као кључне за опстанак Немачке и немачког народа.
Стварањем „новог човека“ као симбола државе који се жртвује за њено добро, од мушкараца је очекивано да пригрле војнички менталитет и придруже се мушким организацијама, као и да се ожене одговарајућим (наследно здравим и расно чистим) немачким женама и заснују породице са доста деце.
Иако је Немачка имала вишедеценијску традицију борбе за женска права и развијен женски покрет, та чињеница није утицала да нацизам буде одбачен од стране жена, чак ни када су њихове породице постале жртве рата и режима. 

Немачке власти су се у Србији ослањале на конзервативне снаге које су наглашавале патријархалне вредности, али су те вредности биле уздрмане и ступањем жена у интимне везе са немачким војницима, који су да би осигурали опстанак немачке расе (и поред тога што су се нацистичка и конзервативне ставове и представљали се као заштитници сексуалног морала и породичних вредности), сексуалне односе посматранли као средство остваривања националних циљева. Зато је било доста контрадикторности између промовисаног и онога што је практиковано. 
Упркос традиционализму, у циљу остваривања расних амбиција, режим је подстицао предбрачни секс и ванбрачне везе. Нацисти су настојали да уклоне стигму која је постојала на ванбрачној деци и њиховим мајкама које су хваљене због тога што су се одлучиле да роде. Хајнрих Химлер, заповедник СС-а, током рата је подстицао полигамију пошто је сматрао да традиционални бракови неће моћи да омогуће довољно деце за расу.
Нацистичка пропаганда форсирала је став да жена не треба да се пореди и такмичи са мушкарцем. Женама није било омогућено да заузимају водеће положаје у партијској хијерархији и да буду српски кандидати на изборима за одређене функције у колаборационом покрету. 
Немачке окупационе власти су, када су у питању српске жене, издвајале две групе које су у одређеној мери уживале повољнији положај у односу на остале, биле су то: жене немачког порекла (фолксдојчерке) и жене које су се налазиле у служби окупационих органа. Немачке окупационе снаге су међу домаћим становништвом ангажовале помоћно особље и у немачкој служби се нашао велики број жена које су за потребе окупатора обављале послове преводитељки, секретарица, дактилографкиња, куварица и чистачица. Док су поједине жене, пре свега оне које су пре рата биле ангажоване као помоћно особље у касарнама југословенске војске, биле принуђене, чак и путем кулука, да раде у истим касарнама за потребе окупационих трупа. Почетак рада за немачке снаге означавао је и ступање у блискије
контакте са њима и могућност успостављања интимних веза, што се врло често дешавало, посебно у случајевима млађих жена. У љубавним везама са немачким војницима постојала је и извесна хијерархија, па су жене које су заузимале истакнутије положаје ступале у везе са представницима окупационих власти вишег ранга.
Гестапо је жене током рата злоупотребљавао за потребе обавештајне службе. (углавном преко њихових сексуалних услуга) у циљу прибављању информација...али и на предубеђење о женској „брбљивости“ и несклоности ка чувању тајни. Све време рата владале су и предрасуде о великој заступљености Српкиња као обавештајних сарадница... па су тако у равногорском покрету, у другој половини 1942. године, постојала обавештења да је Гестапо ангажовао 1.000 српских жена за обављање шпијунских послове.
До 1942. године, било је формирано 500 бордела Вермахта. Док су на западу искоришћени постојећи бордели, у Србији су формиране потпуно нове установе, а жене су често биле принуђене да бирају између принудног рада и проституције. У већим центрима у Србији убрзо су почеле да се оснивају и посебне јавне куће, намењене искључиво немачким војницима. Намачка власт не само да је проституцију легализовала, већ је и законски контролисана, а праћено је здравствено стање проститутки као и владање особа за које се сумњало да нелегално обављају сличне послове. Шеф Управног штаба Харалд Турнер у августу 1942. у извештају команданту Југоистока истицао да је надзор над блудницама неопходан у интересу одржавања здравља трупа. Проститутке су добиле посебне књижице и биле су обавезне да се три пута недељно јављају на лекарски преглед. Забрањена је нелегална проституција, као и подвођење и изнајмљивање соба у сврху проституције. Присуство немачких војника у градовима повећало је потражњу за услугама кафана и других локала у којима су држане проститутке. Подручје Србије је третирано као ризична област са великим бројем полно оболелих и било је подвргнуто строгој санитарној контроли. Штаб Војног команданта Србије упутио је већ 14. маја 1941. распис локалним окупационим органима у коме је истакнута забрана полног сношаја са српским женама услед опасности од венеричних болести. Посебно је упозоравано на жене које се баве проституцијом ван јавних кућа.
Насупрот женама које су сарађивале или биле блиске окупатору, велики број њих је страдао и доживео страшна логорска искуства, пре свега у нацистичким логорима. 
Жене и мушкарци у логорима нису третирани исто с обзиром на њихов пол. И док су једни и други живели у лошим хигијенским условима, пролазили кроз изгладњивање, принудни рад, кроз сексуално злостављање, понижавање, смрт, само су жене пролазиле, као и кроз ситуације као што су нежељене трудноће, абортус, гинеколошка испитивања унутар експрименталних медицинских програма и апсолутно нулирање полно-родног тела.
Окупација Србије донела је уништење огромног дела њене јеврејске популације. За јеврејско становништво је у почетку уведена напорна и исцршљујућа радна обавеза, у оквиру које су жене јеврејског порекла између 16 и 40 година старости радиле по 17-18 часова дневно без одмора и то послове које су више представљале иживљавање него користан рад. Јеврејске жене су теране да чисте нужнике, немачке канцеларије и станове, да немачким војницима чисте чизме и да им носе кофере. Концентрисањем јеврејских жена и деце у логор на Сајмишту припремано је њихово истребљење. У овом логору у првој половини 1942. највећи део логораша представљале су жене и деца, чији се број из месеца у месец значајно смањивао. У пролеће 1942. отпочело је њихово истребљење у специјалном камиону са гасном комором – званом душегупка.

## Став српске колаборационистичке власти према женама и њихово учешћу у колаборационизму
У складу са нацистичким ставововима и српска колаборационистичка власт однос према женама у поробљеној Србији заснивале је на ставовима које је пропагирао покрет „Збор“, негирајући потребу еманципације и инсистирајући на патријархалној подређености жене. 
Поред идеолошких притисака, животе жена је оптерећивала је и материјална оскудица, ограничено школовање усмеравано на то да постану добре мајке и домаћице, а са неповерењем је посматрана запослена жена и знатан број службеница је отпуштен. 
Женама је наметан императив брачности и мајчинства. Тиме је на њих падала одговорност за успех брака, док је међу најтежим женским улогама била улога мајке и старатељке над децом пошто је морала самостално да доноси одлуке о побачајима, напуштању деце или одвајању од њих.

Влада Милана Недића је легитимитет градила на негацији међуратних тековина, у које је спадала и еманципација и модернизација положаја жене. Са друге стране основне одреднице Љотићеве политике биле су антикомунизам, чврст ред, морално прочишћење, истребљење корупције и спровођење јаке социјалне заштите. При томе је Љотић негирао класни и социјални карактер женског питања дајући приоритет хришћанским и моралним вредностима.
Као поборник органске филозофске мисли Димитрије Љотић је место жене видео искључиво у породици, што је било озваничено и у Основним начелима и смерницама покрета „Збор“, у којима нису били дефинисани ставови о женама, али је наведена потреба заштите породице. Према основним начелима покрета, дом је представљао основу народне заједнице и друштва, а женско питање је у складу са ставовима органске филозофије, посматрано у склопу подређености жене заједници и породици.
Идеологија колаборационистичких власти није имала много тога да понуди женама. Систем вредности који су колаборационисти промовисали постављао је на својој лествици улогу жене врло ниско, а друштво које су колаборационисти желели било је пре свега мушко и патријархално. Недићева визија државног уређења била је изградња сталешке сељачке државе засноване на глорификацији српске народне културе, чију су основу чиниле народна традиција, породична заједница и патријархални дух сеоске управе.

## Став равногорског покрета и учешће жена y јединицамaЈВуО
Равногорски покрет није улагао много напора у придобијање жена за свој покрет, јер је наступао је са конзервативних, патријархалних становишта која су се мало разликовала од колаборационистичких, видећи жену искључиво као супругу и мајку. На то је утицао и Михаиловићево гледиште да је његов покрет искључиво војни, што је утицало на недовољно ангажовање око политичких циљева. Пропаганда која се обраћала женама била је запостављена у равногорском покрету и о њој се мало водило рачуна. 
У својим најзначајнијим актима, покрет није разматрао питање давања политичких права женама, а није рачунао ни са великим доприносом жена својој војној организацији чији су припадници имали склоност ка агресивном исказивању мушкости. Четници су основну улогу жене видели у томе да „води рачуна о кући, породици, да би се на тај начин створили услови за чување народних обичаја, завета, здравог породичног живота, сачувала кућа од „анационалне пропаганде и сл.”. Органичавањем улоге жене на кућу и породицу, равногорци су „дискриминисали жене као чиниоце јавне активности и борбе“.
У раду женских равногорских организација које настају у последњој години окупације у почетку су пропагирани конзервативни ставови, да би након краткотрајног залагања за ангажовање жена у циљу еманципације, поново дошло до повратка на раније гледање и понашање.
Четници су рат изгубили прво политички па тек онда војно, највише из разлога што им је идеологија била лишена социјалног набоја који би мобилисао масе, нарочито жене, и улио им борбени жар и мотивацију.
Најкомплекснији је био однос четника према учитељицама на селу. Како су оне најчешће биле једине образоване жене са којима су долазили у контакт, од њих се очекивало додатно ангажовање у корист равногорског покрета. Учитељицама су одређиване посебне дужности и оне су на тај начин присилно увлачене у покрет.
 Када је развој ратне ситуације наметнуо потребу изношења конкретнијег политичког програма и већег ангажовања становништва покрет се окренуо и питању положаја жена чија је модернизација до тада посматрана са негативног становишта. Не само да се, као у колаборационистичким круговима, гледање на жене заснивало на патријархалним и традицоналним ставовима, већ су оне оптуживане и за пропаст југословенске државе и њен војни слом. Кривица жена затим је проширена и на њихово недовољно ангажовање и допринос ратним напорима. Иако је увиђана потреба придобијања жена и чињени покушаји да се оне активирају, таква настојања остајала су оквирима традиционализма, а осим неодређених обећања, питање побољшања политичког и друштвеног положаја жена остајало је запостављено.

Многе жена у равногорском покрету биле су изложене хапшењима, прогањањима и одмаздама од стране окупационих власти, али су постајале и жртве самовољног понашања својих мужева или су користиле њихове положаје за бахате поступке према околини. 
Очекивања и значај који им је придаван од јавности и покрета, узроковали су да су многе биле увучене у сукобе и интриге које су владале у покрету и биле изложене покушајима манипулације. Њихово понашање и поступци били су под сталним оком и јавности и покрета, а оне изложене непрестаном оцењивању и олакој осуди.
У оквиру равногорског покрета поједине жене су се самоорганизовала. Тако су настале „Црне шамије” женска организација, као реакција на масовна стрељања. Она је настала ко посебан ратни феномен организовања у Крагујевцу и околним селима с крајем 1941. године. Као главни организатори Црних шамија, поред сестара Сарамандић, спомиње се Радмила Божић из Бадњевца, ћерка проте Андре Божића, који је већ маја 1941. почео да сарађује са равногорским покретом, а 21. октобра 1941. је стрељан од стране Немаца приликом репресалија.

## Став партизанског покрета и учешће жена у НОБ
Партизански покрет, за разлику од колаборационистичких власти и равногорског покрета, залагао за позитивно решење женског питања. Иако је у предратном периоду дошло до повећања броја жена у партијском чланству, велики одзив и учешће жена у народноослободилачким одредима били су неочекивани и непланирани од стране комунистичког вођства. 
Мада је наглашавана потреба равноправности, у одредима су владали традиционални односи, али је сама могућност масовног учешћа жена у борби представљала преломни корак у односу на прошлост. Тако је нпр. покрајински комитет КПЈ за Србију указивао Окружним комитетима на могућност и разноврсне облике ангажовања жена у партизанским јединицама, санитетској служби и сл. Настале су и многе организације жена Србије антифашистичке оријентације које су окупљале велики број жена у народноослободилачки покрет. Жене су се прво укључиле у набављање одеће, обуће и хране за партизанске одреде. Тако је временом изграђена читава мрежа организација жена у Србији која је деловала у току четворогодишњег рата. 
Присуство жена у одредима је утицало да оне постану и омиљена мета противничке (начицистичке и колаборационистичке) пропаганде. Реторика о неморалности партизанки садржавала је значајне примесе антисемитизма, а знала је да досегне границе вулгарности. Истовремено, она је служила и као оправдање окупатору за сексуално злостављање заробљених партизанки.
 

У одредима су за жене важили другачији стандарди, нарочито за преступе сексуалне дисциплине. Међутим и поред комунистичка самодисциплина и сексуална узорност промовисане као партизанске вредности, у пракси заједнички живот у одредима, као и неизвесност и страх, утицали су на ослобађање емоција и успостављање блискости. Романтичне везе су обесхрабриване, парови раздвајани, а нежељено сексуално понашање понекад кажњавано, или из одреда, пребациване у друге јединице, где се са њима политички радило. Партијска дисциплина и спровођење мера за кршење сексуалне аскезе зависили су од положаја особе у одредима и међуљудских односа, што је знало да доведе и до екстремизма, трагичних ситуација и инцидената.
Ове појаве наводе на закључак да су за жене важили другачији сексуални стандарди него за мушкарце и да су оне посредно оптуживане за уношење сексуалних тензија у одреде. Такође су за сексуалне преступе често кажњаване само жене... Поред дуплих стандарда у погледу рода постојали су и дупли стандарди у хијерархији покрета.
И кадаје криза партизанског покрета почетком 1942. године утицала на опадање борбеног морала и ентузијазма код појединих чланица покрета, већина жена је остајала одлучна за борбу. То је било значајно и због ћињенице да је присуство жена у партизанским одредима имало јак психолошки ефекат и деловало је обесхрабрујуће на борбену готовост припадника супротстављених снага.
Стварање антифашистичке организације жена у НОБ имало је за циљ указивање помоћи одредима и политичко уздизање жена, али је овај рад спутаван и одвијао се успорено, да би окончањем окупације у највећој мери послужио изградњи нове власти. Потреба равноправности жена у одредима наглашавана је и у најважнијим актима партизанских одреда у Србији, што указује на постојање супротне праксе. На партијском саветовању војних и политичких руководилаца партизанских одреда и батаљона из Шумадије и Западне Србије августа 1943. осим истицања да су жене равноправне са мушкарцима у одреду, посебно је наглашавано да се онима које врше војне дужности не смеју поверавати изванредни послови као што су кување, прање и крпљење, уколико врше своје редовне дужности као и мушкарци.
Жене које су биле партијски ангажоване, по доласку у одреде су добијале партијске задатке и деловале, пре свега на мањим партијским функцијама, углавном као политичке делегаткиње или чланице одредског руководства. У партизанским одредима најчешће су жене досезале до функција заменица политичког комесара. Осим тога, по доласку на те позиције, оне су учествовале и у борбама, али и у другим пословима од болничарских до куварских и културно-просветних.
Упркос истицаној суровости партизанки и одсуству емпатије према непријатељу, присуство жена у одредима вероватно је омогућавало да јединице буду отвореније и мање огрубеле. Иако је оштрина партијске дисциплине утицала на ублажавање емотивне слабости приписиване женском роду, посебну улогу у одредима имао је лик болничарке. Идеал брижне и пожртвоване болничарке је доприносио наклоности и поверењу рањених и болесних бораца.
Учешће жена у одредима није имало само значај самопотврђивања и доказивања, већ је поред еманципаторског потенцијала за многе жене представљало егзистенцијалну нужност. 
Страхоте хапшења које је подразумевало опасност од сексуалног злостављања и сигурне смрти, утицале су да су партизанке у тешким и безизгледним ситуацијам одлучују на самоубиство, што је на територији окупиране Србије била веома честа појава коју је подстицало и партизанско руководство. Осим тога, припаднице народноослободилачког покрета страдале су током рата у готово подједнакој мери у затворима и логорима, као и у борбама, а размере страдања расле су како се рат ближио крају.